# Аврам Стоянов
Аврам Стоянов Петров е български профсъюзен деец и политик от Българската комунистическа партия (БКП).

## Биография
Аврам Стоянов е роден на 2 ноември 1892 г. в Соточино, Берковско, дн. част от село Гаврил Геново. От ранна възраст участва в социалистически групи, като през 1912 г. става член на Българската работническа социалдемократическа партия (тесни социалисти), преименувана по-късно на БКП.
Работи в Български пощи, където се включва активно в профсъюзна дейност. През 1919 – 1920 г. ръководи Транспортната стачка в района на Мездра.
След стачката се установява в София и участва в ръководството на Съюза на транспортните работници и новосъздадените прокомунистически Независими работнически професионални съюзи. През 1927 г. е избран за народен представител в XXII обикновено народно събрание. От следващата година е член на Централния комитет на забранената БКП. През 1929 г. е осъден по ЗЗД и остава в затвора до 1931 година.
След освобождаването си от затвора Аврам Стоянов заминава за Съветския съюз, където заема различни номенклатурни длъжности.
През август 1941 г., след началото на войната между Съветския съюз и Германия е прехвърлен нелегално в България и е натоварен с терористичната дейност на БКП в района на Сливен. През юли 1942 година е осъден задочно на смърт в Процеса срещу ЦК на БРП.
Аврам Стоянов се самоубива на 15 август 1942 г. в Сливен при опит за задържането му от полицията. Синът му Лъчезар Аврамов е висш функционер на тоталитарния комунистически режим, достигайки през 60-те години до поста кандидат-член на Политбюро.